# Orde van de Vlag van de Volksrepubliek Hongarije
De Volksrepubliek Hongarije schafte in 1947 de oude Orde van de Hongaarse Republiek af.
Daarvoor kwam een socialistische orde, de Orde van Verdienste van de Volksrepubliek Hongarije in de plaats. Deze in het Hongaars "Magyar Népköztárseság Érdemrendje" geheten onderscheiding heeft een enkele graad.
Men had desondanks behoefte aan een onderscheiding met meer prestige in de vorm van een op de borst te dragen ster. Zo werd in 1953 ook de Orde van de Vlag van de Volksrepubliek Hongarije, in het Hongaars Magyar Népköztárseság Zásszlórendje, ingesteld.
De orde werd in een wet in 1953 ingesteld en in 1963 hervormd. De onderscheiding werd alleen voor burgerlijke verdiensten verleend".
De grote gouden zestienpuntige ster met daarop de in een gouden lauwerkrans gevatte rood-wit-groene vlag van de volksrepubliek Hongarije werd op de linkerborst gedragen.
Op de lauwerkrans zijn altijd tien robijnen aangebracht. In bijzondere gevallen, zoals bij de Joegoslavische maarschalk Tito, zijn er ook tien briljanten ingezet.
Op de gladde gouden keerzijde staat een serienummer.
De ster werd ook aan bevriende staatshoofden verleend. Zie de Lijst van ridderorden en onderscheidingen van maarschalk Tito.